# Pont-à-Celles
Pont-à-Celles (en való Pont-a-Cele) és un municipi belga de la província d'Hainaut a la regió valona. Comprèn les localitats de Pont-à-Celles, Buzet, Liberchies, Luttre, Obaix, Thiméon i Viesville.

## Personatges il·lustres
- Django Reinhardt